# Ponte Affonso Penna
A Ponte Pênsil Affonso Penna é uma ponte pênsil localizada na divisa dos estados brasileiros de Goiás e Minas Gerais. Foi projetada e construída pelo engenheiro José Luiz Mendes Diniz. É a ponte pênsil mais antiga do Brasil e o principal símbolo do município de Itumbiara.

## História
A antiga Ponte Affonso Penna começou a ser construída em 1908, no então povoado de Santa Rita do Paranaíba, atraindo pessoas de várias pontos da região para acompanhar sua instalação, e foi inaugurada no dia 15 de novembro de 1909, recebeu o nome em homenagem ao presidente Afonso Pena. Após a construção da rodovia BR-153, no decorrer da década de 1960, o movimento passou para a ponte construída para atender a rodovia. E no início da década de 1970, com a construção da Usina Hidrelétrica de Itumbiara (Furnas), engenheiros da estatal mudou o lugar de origem da Ponte Affonso Penna para atender a vila operária na cidade goiana de Itumbiara com o canteiro da obra na localidade denominada Araporã, em Minas Gerais.